# Cantonul Montigny-en-Gohelle
Cantonul Montigny-en-Gohelle este un canton din arondismentul Lens, departamentul Pas-de-Calais, regiunea Nord-Pas-de-Calais, Franța.

## Comune
| Comune              | Populație (1999) | Cod poștal | Cod INSEE |
| ------------------- | ---------------- | ---------- | --------- |
| Hénin-Beaumont      | 25 178 (1)       | 62110      | 62427     |
| Montigny-en-Gohelle | 10 558           | 62640      | 62587     |